# Fortunato Baldelli
Fortunato Baldelli (Valfabbrica, 6 de agosto de 1935 — Roma, 20 de setembro de 2012) foi um cardeal italiano, Penitenciário-mor emérito. Serviu em várias nunciaturas apostólicas e foi criado cardeal por Bento XVI em 2010.

## Família e educação
Fortunato Baldelli nasceu em 6 de agosto de 1935, Valfabbrica, diocese de Assis. Filho de Guglielmo Baldelli e Clotilde Notari. Seus irmãos eram Domenico, Igino, Giuseppe, Nazzareno, Bruno, Pierino e Maria.
Após concluir o ensino fundamental, ingressou em 1947 no Seminário de Assis, onde concluiu o ensino médio; com a morte de seus pais, pôde continuar sua formação graças à ajuda de seus irmãos e à assistência do bispo Giuseppe Placido Maria Nicolini, OSB. Em 1957, o bispo o enviou ao Seminário Romano Maior; frequentou a Pontifícia Universidade Lateranense, em Roma, e obteve a licenciatura em teologia. Estudou na Pontifícia Academia Eclesiástica, de 1964 a 1966; estudou diplomacia e obteve o doutorado em direito canônico. Além de seu italiano nativo, falava francês, espanhol e português.

## Sacerdócio
Ordenado em 18 de março de 1961, na catedral de S. Rufino de Assis. De 1961 a 1964, foi vice-reitor do Seminário Menor de Assis. Em 1964, o bispo o enviou a Roma para completar seus estudos e fazer cursos de diplomacia. Baldelli entrou para o serviço diplomático da Santa Sé em 1966. Addetto na nunciatura em Cuba de 1966 a 1967; e secretário de 1967 a 1970. Secretário na nunciatura na República Árabe Unida (Egito) de 1970 a 1975. Em 1975, retornou a Roma para trabalhar na Secretaria de Estado; e mais tarde, foi transferido para o Conselho para os Assuntos Públicos da Igreja. Em 1979, foi nomeado enviado especial, com funções de observador permanente da Santa Sé, ao Conselho da Europa em Estrasburgo.

## Núncio Apostólico
Eleito arcebispo titular de Bevagna (Mevania) e nomeado delegado apostólico em Angola em 12 de fevereiro de 1983. Consagrado em 23 de abril de 1983 na basílica inferior de São Francisco de Assis, pelo cardeal Agostino Casaroli, secretário de Estado, assistido por Duraisamy Simon Lourdusamy, secretário do Conselho Superior para a Evangelização dos Povos, e por Sergio Goretti, bispo de Assis; também concelebraram Cesare Pagani, arcebispo de Perugia; André Muaca, arcebispo de Luanda; Cesare Zacchi, presidente da Pontifícia Academia Eclesiástica; Carlo Urru, bispo de Città di Castello; Monsenhor Tiziano Scalzotto, subsecretário do Conselho Superior para a Evangelização dos Povos; e outros sacerdotes.
Monsenhor Baldelli também foi nomeado pró-núncio em São Tomé e Príncipe, permanecendo como delegado apostólico em Angola, em 4 de maio de 1985, quando aquela república e a Santa Sé estabeleceram relações diplomáticas. Nomeado núncio na República Dominicana e delegado apostólico em Porto Rico, em 20 de abril de 1991. Condecorado com a placa de prata da Grã-Cruz da Ordem de Duarte, Sánchez y Mella da República Dominicana. Nomeado núncio no Peru, em 23 de abril de 1994. Nomeado núncio na França, em 19 de junho de 1999. Comendador da Legião de Honra da República Francesa. Nomeado penitenciário-mor, em 2 de junho de 2009. Participou da Segunda Assembleia Especial para a África do Sínodo dos Bispos, de 4 a 25 de outubro de 2009, na Cidade do Vaticano, sobre o tema "A Igreja na África, a serviço da Reconciliação, da Justiça e da Paz: Vós sois o sal da Terra; Vós sois a luz do mundo".

## Cardinalato
Criado cardeal-diácono no consistório de 20 de novembro de 2010; recebeu o barrete vermelho e a diaconia de Santo Anselmo all'Aventino no mesmo dia. Nomeado membro da Congregação para as Causas dos Santos em 29 de dezembro de 2010; e da segunda seção da Secretaria de Estado em 29 de janeiro de 2011. O papa aceitou sua renúncia por limite de idade ao cargo de penitenciário-mor em 5 de janeiro de 2012. Residia na Domus Internationalis Paulo VI, em Roma.
Monsenhor Fortunado Baldelli faleceu na noite de 20 de setembro de 2012, no Istituto Internazionale del Clero, em Roma. Seu funeral ocorreu no sábado, 22 de setembro, no altar da Cátedra da Basílica papal do Vaticano. A missa foi presidida pelo Cardeal Angelo Sodano, decano do Colégio Cardinalício, que também proferiu a homilia e concedeu a absolvição final. Concelebraram os Cardeais Tarcisio Bertone, SDB, secretário de Estado, e Paul Poupard, presidente emérito do Pontifício Conselho para a Cultura, juntamente com vários outros cardeais, arcebispos e bispos. Após a missa de réquiem, seu corpo foi trasladado para Casacastalda, onde Domenico Sorrentino, arcebispo de Assis, presidiu outra missa no Santuário da Madonna dell'Olmo no domingo, 23 de setembro, às 9h. O sepultamento ocorreu no Cemitério de Valfabbrica.